# Campi Bisenzio
Campi Bisenzio est une ville italienne d'environ 47 559 habitants, située dans la ville métropolitaine de Florence, en Toscane, dans l'Italie centrale.

## Monuments et lieux d'intérêt
- Les murailles de Campi Bisenzio, l'enceinte fortifiée
- L'Espace naturel protégé d'intérêt local Stagni di Focognano

|  |  |

## Administration
| Période  | Période  | Identité           | Étiquette        | Qualité |
| -------- | -------- | ------------------ | ---------------- | ------- |
| mai 2023 | En cours | Andrea Tagliaferri | Gauche italienne |         |

### Hameaux
Capalle, Limite, Le Miccine, Il Rosi, San Donnino, San Giorgio a Colonica, San Cresci, San Piero a Ponti, Sant'Angelo a Lecore

### Communes limitrophes
Calenzano, Florence, Poggio a Caiano, Prato, Scandicci, Sesto Fiorentino, Signa

## Personnalités nées à Campi Bisenzio
- Mgr Massimiliano Novelli (1844-1921), évêque de Colle di Val d'Elsa, (Italie), de 1903 à sa mort.
- Narciso Parigi (né en 1927), chanteur et acteur italien.
- Olimpia Carlisi (née en 1946) actrice italienne.
- Thérèse-Adélaïde Manetti (Bienheureuse Thérèse-Marie de la Croix) (1846-1910), religieuse carmélite, fondatrice de la congrégation des Carmélites de Sainte Thérèse.
- Marco Sassone (° 1942), peintre.
- Francesco Flachi (° 1975), footballeur.
- Rolando Panerai (1924-2019), artiste lyrique.

## Jumelages
- Orly (France) depuis 1980
- Tipitapa (Nicaragua) depuis 1987
- North Lanarkshire (Royaume-Uni) depuis 1988
- Bir Lehlu (République arabe sahraouie démocratique)